# Herman Davis
Herman Davis, znany również jako Bongo Herman (ur. ok. 1948 w Kingston) – jamajski bębniarz i perkusista, uznawany za najlepszego współczesnego bębniarza Nyabinghi; jako muzyk sesyjny wziął udział w nagraniach na kilkaset różnych albumów, głównie z gatunku roots reggae, rocksteady i dancehall.
Urodził się i dorastał w Trenchtown, największych slumsach na przedmieściach stolicy Jamajki. Karierę rozpoczął jako nastolatek, występując w popularnym show radiowym dla młodych talentów "Vere Johns Opportunity Hour". W kwietniu 1966 roku zagrał na bębnach podczas uroczystości powitalnej na cześć odwiedzającego Jamajkę cesarza Etiopii Haile Selassiego na lotnisku im. Normana Manleya. W roku 1969 wspólnie z gitarzystą Erikiem "Bingy Bunny" Lamontem stworzył duet instrumentalny nagrywający dla znanego producenta, Derricka Harriotta. Od tej pory na stałe wszedł w krąg najlepszych muzyków sesyjnych na Jamajce i był regularnie angażowany przez wszystkich kluczowych producentów. Nagrywał z niemal całą czołówką zespołów oraz wokalistów rocksteady i roots reggae. Zagrał samego siebie w epizodycznej roli w kultowym dla fanów reggae filmie Rockers w reżyserii  Teda Bafaloukosa (1978).
W ostatnich latach współpracuje również jako perkusista z wokalistami nurtu modern roots reggae i dancehall; wziął też udział w nagraniach na kilka popularnych riddimów stylizowanych na chanty Nyabinghi (m.in. Sizzla – "Mek Dem Secure", Lutan Fyah – "Hail the King", Gyptian – "Serious Times"). Ponadto wciąż aktywnie koncertuje, dając popis swoich bębniarskich umiejętności w ramach różnego rodzaju imprez i festiwali. W swoje występy często wplata liczne elementy humorystyczne; w taki sposób fragment jego koncertu w Kingston w maju 2013 roku opisała dziennikarka tamtejszej gazety The Jamaica Gleaner:

Punktem kulminacyjnym wieczoru był moment, w którym Bongo Herman zaczął wyjmować z przytarganej ze sobą torby kolejne instrumenty, na których zamierzał zagrać. Po chwili obok niego stały już między innymi: dzwony rurowe, tamburyn a także emaliowany nocnik. Zgromadzona publika z trudem starała się powstrzymać od śmiechu, gdy Bongo Herman nagle wyciągnął z torby olbrzymie gacie.

W grudniu 2006 roku jeden z synów muzyka, Dwight Davis, został zastrzelony przez grupę uzbrojonych mężczyzn, którzy wtargnęli rankiem do jego domu. W zamachu, którego motywów nie udało się ustalić, zginęła również przyrodnia siostra Dwighta, Jannet Mason.